# Flashlight (Kasia Moś-dal)
A Flashlight (magyarul: Jelzőfény) a lengyel Kasia Moś dala, mellyel Lengyelországt képviselte a 2017-es Eurovíziós Dalfesztiválon, Kijevben.

## Eurovíziós Dalfesztivál
A dal a 2017. február 18-án rendezett lengyel nemzeti döntőben nyerte el az eurovíziós indulás jogát.
A dalt az Eurovíziós Dalfesztiválon először a május 9-i első elődöntőben adta elő, fellépési sorrendben tizenegyedikként a Görögországot képviselő Demy This Is Love című dala után és a Moldovát képviselő SunStroke Project Hey Mamma című dala előtt. Az elődöntőből a kilencedik helyen jutott tovább a május 13-i döntőbe, ahol fellépési sorrendben másodikként lépett fel az Izraelt képviselő Imri I Feel Alive című dala után és a Fehéroroszországot képviselő Naviband Story of My Life című dala előtt. A pontozás során a zsűri szavazáson összesítésben a huszonharmadik helyen végzett 23 ponttal, míg a nézői szavazáson a tizenkettedik helyen végzett 41 ponttal, így összesítésben 68 ponttal a verseny huszonegyedik helyezettje lett.
A következő lengyel induló Gromee és Lukas Meijer Light Me Up című dala volt a 2018-as Eurovíziós Dalfesztiválon.